# Maarrat al-Nu'man
Maarrat al-Nu'man là một thị trấn của Syria, huyện lỵ của huyện Maarrat al-Nu'man, tỉnh Idlib. Thị trấn nằm trên quốc lộ nối Aleppo và Hama và Damascus. Do vị trí chiến lược như thế, thị trấn là nơi diễn ra những giao tranh ác liệt giữa các bên trong cuộc nội chiến ở Syria hiện nay.